# Patricia Vizitiu

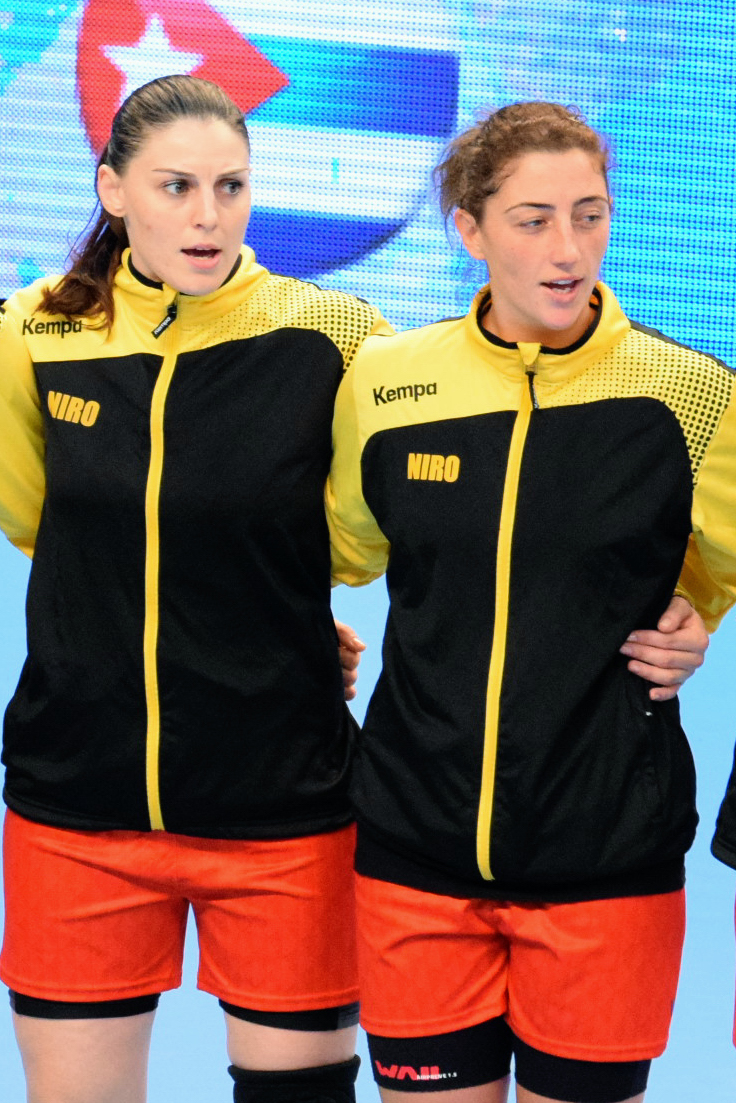
Patricia Vizitiu (dreapta) - Luciana Marin, 29-11-2015.

Patricia Vizitiu (n. pe 15 octombrie 1988 în Petroșani) este o jucătoare profesionistă de handbal din România care joacă pentru SCM Craiova.
Fiind fiica fostului fotbalist Dumitru „Mache” Vizitiu, Patricia a început să practice handbal în anul 2000, jucând pentru formația CSS Petroșani. Ulterior handbalista a obținut un contract cu CS Rulmentul Urban Brașov, echipă alături de care avea să se afirme în fazele superioare ale unor competiții europene. În adolescență Vizitiu a devenit vicecampioană europeană de junioare (2005) și a câștigat, împreună cu echipa națională de tineret a României, medalia de bronz la Campionatul Mondial din Canada (2006).
La începutul anului 2009 handbalista a semnat un contract cu CS Oltchim Râmnicu Vâlcea, alături de care a ajuns până în finala Ligii Campionilor EHF. Vizitiu a devenit una dintre cele mai prolifice marcatoare ale echipei, figurând și în ierarhia totală a golgheterelor. În toamna anului 2012 părăsește gruparea vâlceană în urma unei accidentări la genunchi și evoluează timp de un sezon pentru echipa Üsküdar BSK din Turcia. În prezent face parte din lotul formației românești HCM Râmnicu Vâlcea.
Patricia Vizitiu este cunoscută pentru „execuțiile sale în forță”, dar și pentru aruncările atipice de la nivelul șoldului, prin intermediul cărora a stârnit interesul presei românești.

## Biografie

### Copilăria și anii de juniorat (1988 — 2005)
Patricia Maria Vizitiu s-a născut la data de 15 octombrie 1988 în orașul minier Petroșani, aflat pe Valea Jiului. Tatăl său, Dumitru „Mache” Vizitiu (n. 1955 — d. 2008), a fost jucător profesionist de fotbal, iar mama sa, Camelia, este o femeie simplă. Atât Patricia, cât și fratele său Dacian au manifestat o atracție puternică pentru sport, ei fiind sprijiniți îndeaproape de părinți. La vârsta de 9 ani, Patricia Vizitiu a început să practice schi alpin, avându-l ca profesor pe Victor Mihuț. În adolescență tânăra sportivă era pasionată de fotbal, motivându-și alegerea astfel: „Jucam fotbal cu băieții, mă băteam cu ei parte în parte. Dacă ar fi existat fotbal feminin în momentul în care eu m-am apucat de sport, nu aș mai fi ajuns niciodată la handbal. Îi furam mingile lui tata din vestiar să mă duc să joc fotbal.”
Fiind elevă a Școlii Generale „I. G. Duca” din Petroșani, Patricia Vizitiu a fost îndrumată spre handbal de profesoara Elena Grecu, care i-a sugerat să se înscrie la Clubul Sportiv Școlar din oraș. Urmându-i sfatul, tânăra jucătoare s-a antrenat cu profesoara Edith Mileti, care a ajutat-o să se afirme în Lotul Național de junioare, în intervalul 2000-2005.
Începând cu anul 2002 Vizitiu și-a făcut junioratul la echipa CSS Petroșani, ulterior fiind transferată la CS Oltchim Râmnicu Vâlcea. Pe parcursul anului 2006 jucătoarea părăsea clubul sportiv, motivându-și astfel alegerea: „Nu am plecat de la Vâlcea [pentru] că nu era bine. Atunci am considerat că nu aveam loc să joc și eu îmi doream enorm să fiu pe teren.”

### Evoluția și succesul profesional (2006 — prezent)
La vârsta de nouăsprezece ani Patricia Vizitiu semna un contract în valoare de 35.000 de euro cu echipa CS Rulmentul Urban Brașov. Antrenoarea formației de la acea vreme, Mariana Târcă, a sprijinit-o pe Vizitiu, promovând-o la categoria senioare. În 2007 și 2008 jucătoarea devenea vicecampioană națională împreună cu gruparea din Brașov. De asemenea, handbalista a devenit golghetera echipei în câteva dintre meciurile susținute în fazele superioare ale unor competiții europene. În aprilie 2008, într-un meci jucat la echipa națională de tineret, Vizitiu s-a accidentat, iar o operație la nivelul ligamentului încrucișat a fost nevoită. Etapa chirurgicală a fost urmată de o perioadă de repaus, revenirea jucătoarei pe terenul de joc fiind consemnată la finele anului 2008. La data de 24 februarie 2009 Patricia Vizitiu și Cristina Neagu, ambele jucătoare ale clubului CS Rulmentul Urban Brașov, au depus memoriu la FRH pentru a deveni libere de contract, fiind nemulțumite de restanțele salariale. La scurt timp ambele jucătoare au fost declarate libere de contract; concomitent ele purtau discuții cu gruparea CS Oltchim Râmnicu Vâlcea, în vederea semnării unor noi contracte.
Începând cu finele lunii februarie 2009 Vizitiu și Neagu au început să joace pentru gruparea vâlceană, echipă alături de care au câștigat campionatul național în același an. Vizitiu a continuat să evolueze pentru echipa CS Oltchim Râmnicu Vâlcea și pe parcursul sezonului 2009 — 2010, când colectivul a ajuns până în finala Ligii Campionilor EHF. Handbalista a devenit una dintre cele mai prolifice marcatoare ale echipei, figurând și în ierarhia totală a golgheterelor.
La finele stagiunii 2010 — 2011 Vizitiu câștigă pentru a doua oară campionatul național alături de echipa din Râmnicu Vâlcea; Patricia a înscris pe parcursul competiției cincizeci și trei de goluri, fiind cea mai eficientă jucătoare de pe postul de intermediar dreapta de la Oltchim. La data de 22 februarie 2011 președintele României Traian Băsescu semnează un decret prin care Patriciei Vizitiu îi revine Medalia Meritul Sportiv, clasa a II-a, acordată pentru „dăruirea, devotamentul și profesionalismul puse în slujba afirmării sportului românesc, prin obținerea unor rezultate remarcabile în competițiile internaționale de seniori din cursul anului 2010”. De asemenea, pe parcursul sezonului Vizitiu a marcat de douăzeci și patru de ori pentru formația sa în cadrul Ligii Campionilor EHF, competiție în care echipa a ajuns până în grupele principale.
Contractul jucătoarei cu gruparea CS Oltchim Râmnicu Vâlcea a expirat la data de 30 iunie 2011, însă Vizitiu a ales să-și prelungească înțelegerea pentru încă două sezoane.
În mai 2012, într-un meci disputat de echipa națională a României împotriva selecționatei Muntenegrului, Vizitiu suferă o accidentare la genunchiul stâng și o operație la ligamentele încrucișate este necesară. Deși clubul sportiv CS Oltchim Râmnicul Vâlcea anunță prelungirea contractului său cu încă un an, în septembrie 2012 oficialii clubului nu își respectă promisiunea. Începând din toamna anului 2012 Vizitiu face parte din lotul echipei turce Üsküdar BSK. Revenirea acesteia de după perioada de recuperare este consemnată la finele lunii ianuarie 2013, într-un meci din optimile Cupei Turciei. Alături de echipa turcă Vizitiu avea să ajungă până în faza semifinalelor în Cupa Challenge EHF, marcând paisprezece goluri pe parcursul competiției. De asemenea, handbalista câștigă la finele lui martie 2013 Cupa Turciei împreună cu Üsküdar BSK Istanbul. Presa aprecia pozitiv prestațiile sportivei din Turcia, spunând că „a avut un aport important la rezultatele bune ale echipei, atât în competițiile interne, dar și în cupele europene”.
La data de 7 iunie 2013, presa din România anunță că Patricia Vizitiu a semnat un contract cu echipa slovenă RK Krim Mercator, din lotul căreia mai făceau parte româncele Oana Manea și Talida Tolnai. În ianuarie 2014, ea a fost pusă pe liber de clubul sloven pentru „pregătire inadecvată și evoluții slabe în Liga Regională”. Jucătoarea a acuzat și ea comportamentul antrenorului Tone Tiselj și ulterior s-a transferat la echipa românească CSM București.

## Stilul de joc
Fiind stângace, Patricia Vizitiu ocupă poziția de intermediar dreapta, atât la clubul CS Oltchim Râmnicu Vâlcea, cât și la echipa națională a României. Jucătoarea folosește adesea aruncări de la nivelul șoldului, pe care presa română le consideră „interesante” dar atipice, „explozia plecând din încheietura mâinii stângi, mingea fiind în zona umărului.” La începutul anului 2010, după o serie de evoluții foarte bune în Liga Campionilor EHF, Vizitiu a fost numită „diamantul” sau „stânga de fier a Oltchimului”. În ciuda faptului că dă randament în atac, jucătoarea face arareori faza de apărare la CS Oltchim, în locul său fiind preferate Steluța Luca și Valeria Beșe.
Patricia Vizitiu este cunoscută pentru „execuțiile sale în forță”, calitățile acesteia stârnind interesul presei, care a numit-o „un superstar în devenire”. La începutul anului 2010 tabloidul Click! o desemna „posesoarea uneia dintre cele mai interesante și puternice aruncări din handbalul mondial”.